# Ora R2

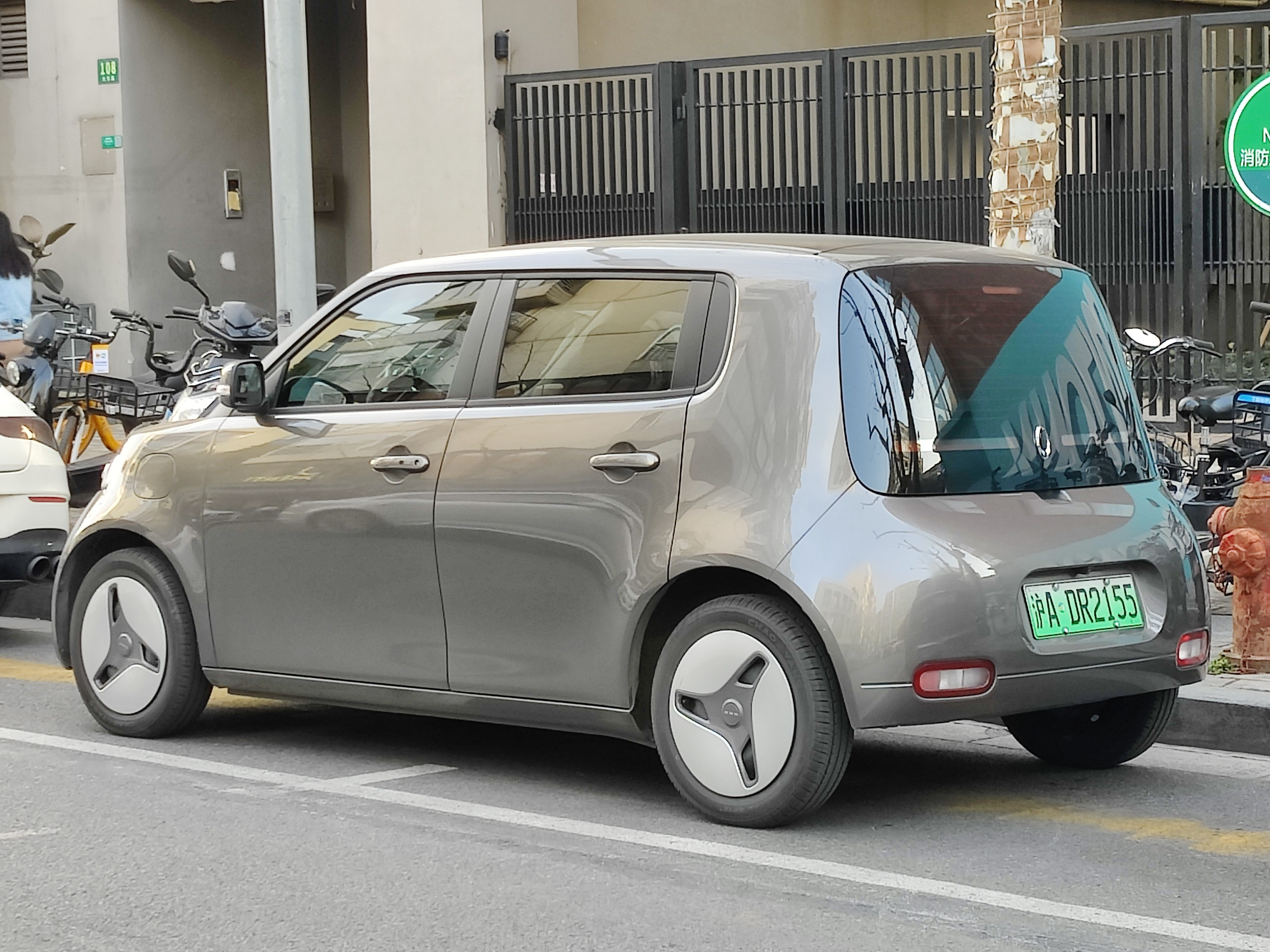
Heckansicht

Der Ora R2 ist ein batterieelektrisch angetriebener Kleinstwagen der zum chinesischen Automobilhersteller Great Wall Motor gehörenden Marke Ora. In China ist das Fahrzeug auch als Baimao (ins Deutsche übersetzt: weiße Katze) bekannt.

## Geschichte
Erstmals gezeigt wurde der R2 gemeinsam mit dem kleineren R1 im April 2018 auf der Beijing Auto Show als Konzeptfahrzeug. Das Serienfahrzeug wurde im Juli 2019 vorgestellt. Ein Jahr später kam es auf dem chinesischen Heimatmarkt schließlich in den Handel. 2022 wurde es eingestellt, da der Hersteller aufgrund des niedrigen Preises mit dem Fahrzeug keine Gewinne erzielte.

## Technische Daten
Antriebsseitig standen für das 3,63 m lange Fahrzeug zum Marktstart zwei Varianten zur Auswahl. Die günstigere hat einen 35 kW (48 PS) starken Elektromotor und einen Lithium-Ionen-Akkumulator mit einem Energieinhalt von 33 kWh. Damit ist eine Reichweite von bis zu 360 km nach NEFZ möglich. In der teureren Version leistet der Elektromotor 45 kW (61 PS). Der Lithium-Ionen-Akkumulator hat einen Energieinhalt von 36 kWh, die Reichweite wird mit 401 km nach NEFZ angegeben. Im Oktober 2020 folgte noch ein Basismodell mit einem 29,4 kWh großen Lithium-Ionen-Akkumulator. Die Reichweite nach NEFZ beträgt 305 km.
|                            | R2                                  | R2                                  | R2                                  |
| -------------------------- | ----------------------------------- | ----------------------------------- | ----------------------------------- |
| Bauzeitraum                | 10/2020–03/2022                     | 07/2020–03/2022                     | 07/2020–03/2022                     |
| Motorkenndaten             |                                     |                                     |                                     |
| Motorart                   | Elektromotor                        | Elektromotor                        | Elektromotor                        |
| max. Leistung              | 35 kW (48 PS)                       | 35 kW (48 PS)                       | 45 kW (61 PS)                       |
| max. Drehmoment            | 125 Nm                              | 125 Nm                              | 130 Nm                              |
| Kraftübertragung           |                                     |                                     |                                     |
| Antrieb                    | Vorderradantrieb                    | Vorderradantrieb                    | Vorderradantrieb                    |
| Getriebe                   | Festes Übersetzungsverhältnis       | Festes Übersetzungsverhältnis       | Festes Übersetzungsverhältnis       |
| Messwerte                  |                                     |                                     |                                     |
| Leergewicht                | 977 kg                              | 1010 kg                             | 1032 kg                             |
| Höchstgeschwindigkeit      | 102 km/h                            | 102 km/h                            | 102 km/h                            |
| Beschleunigung, 0–100 km/h | k. A.                               | k. A.                               | k. A.                               |
| Batterie                   | Lithium-Ionen-Akkumulator: 29,4 kWh | Lithium-Ionen-Akkumulator: 33,0 kWh | Lithium-Ionen-Akkumulator: 36,0 kWh |
| Reichweite nach NEFZ       | 305 km                              | 360 km                              | 401 km                              |